# Flybe Nordic
Flybe Nordic là một hãng hàng không bắt đầu hoạt động ngày 20/10/2011, thuộc sở hữu của Finnair Oyj 40%, Flybe Group Plc 60%.

## Lịch sử
Việc thành lập hãng hàng không này đã được công bố vào ngày 01 tháng 7 năm 2011, khi Flybe và Finnair tiết lộ kế hoạch cùng nhau mua Finland Commuter Airlines (FCA) và tái thương hiệu hãng hàng không thành Flybe Nordic, và Flybe và Finnair nắm giữ cổ phần trong công ty mới. Theo các điều khoản của thỏa thuận, phụ thuộc vào sự chấp thuận của cơ quan quản lý, giá mua của FCA là 25 triệu €, trong đó Flybe sẽ trả 12 triệu 13 triệu € và Finnair €. Flybe có một phần lớn cổ phần trong Flybe Nordic, giữ cổ phần 60% trong hãng hàng không, với Finnair giữ 40% còn lại; Flybe có ghế trong Hội đồng quản trị của hãng hàng không còn Finnair có hai ghế. Flybe có kế hoạch đầu tư tổng cộng 23,6 triệu € vào hãng hàng không mới, bao gồm các chi phí như trả nợ, thêm vào giá mua của FCA.

## Điểm đến

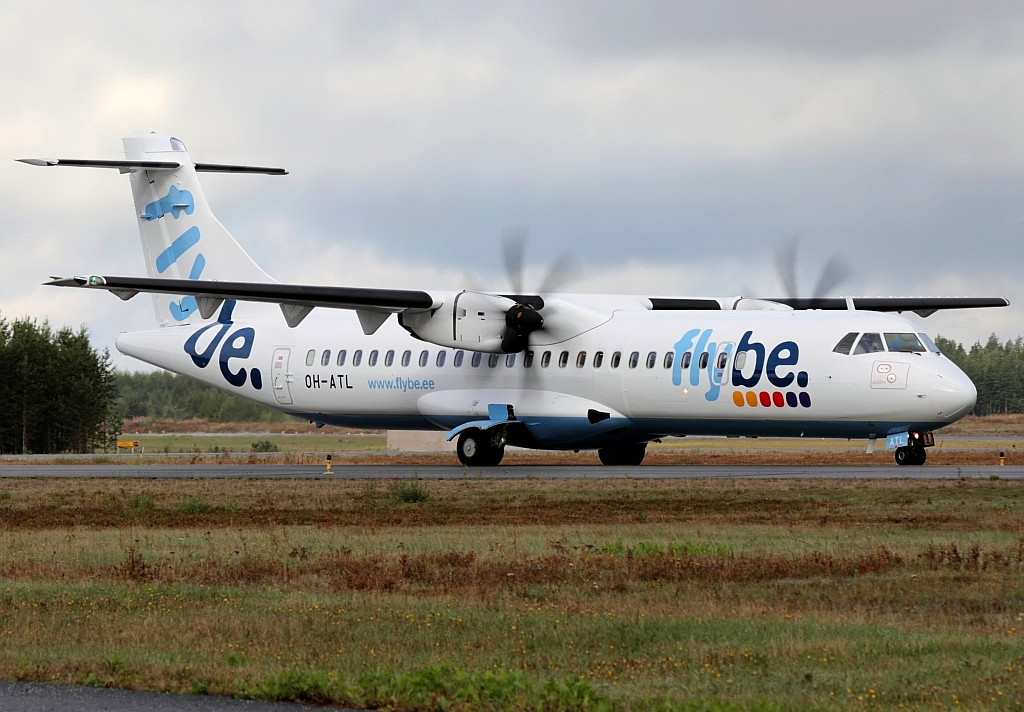
ATR-72-500 tại sân bay Joensuu

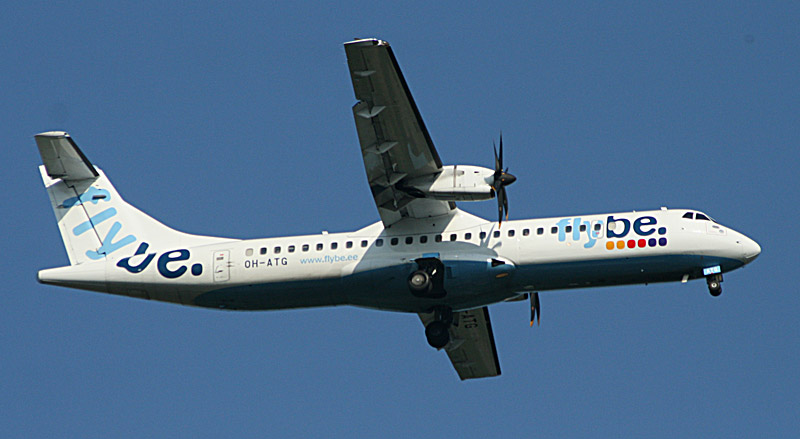
ATR 72–500 landing at Vilnius International Airport (Litva).

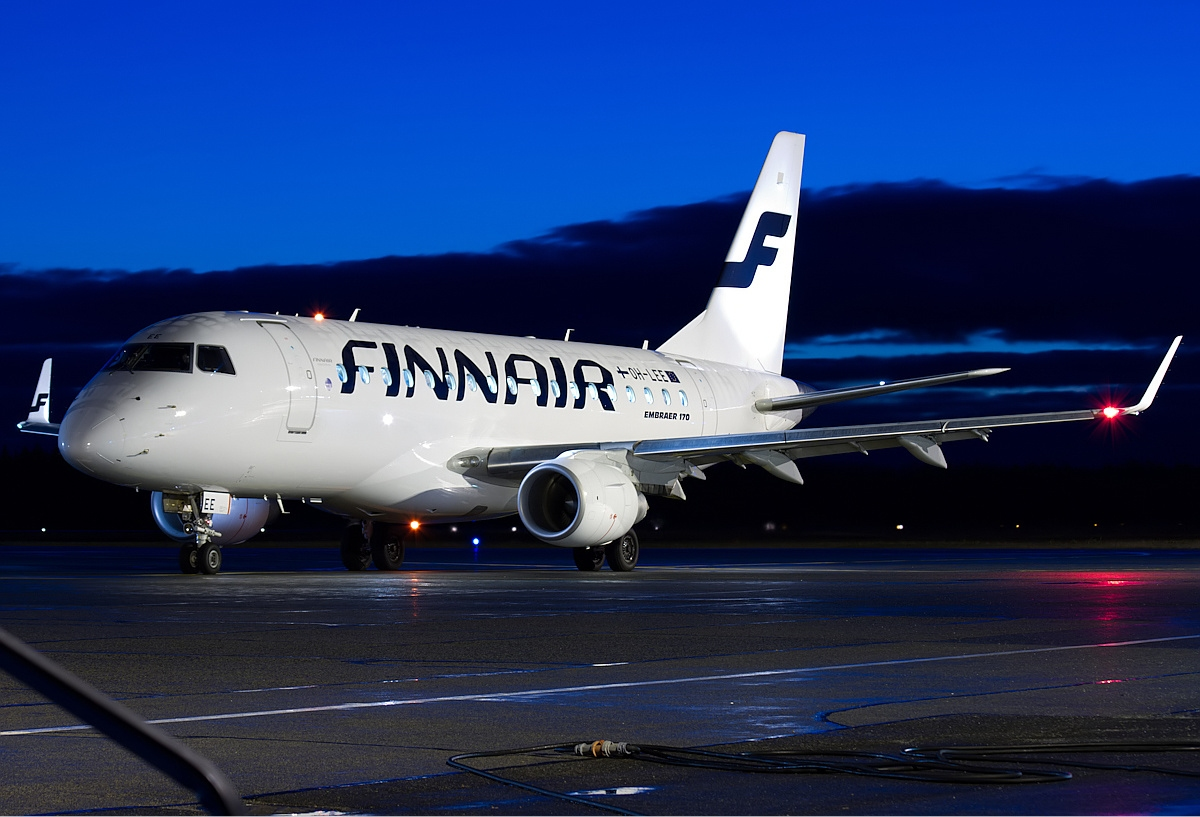
A Flybe Nordic Embraer 170 trong màu sơn Finnair tại sân bay Joensuu năm 2011.

Ngày 24 tháng 8 năm 2011, Flybe Bắc Âu công bố 24 tuyến đường đầu tiên của nó, bao gồm cả các tuyến Finncomm trước đây cũng như những tuyến mới. Kể từ tháng 10 năm 2012 Flybe Nordic khai thác khoảng một phần ba của mạng lưới châu Âu của Finnair cho thị trường Finnair (AY). Tất cả các chuyến bay Flybe Nordic có một mã chuyến bay Flybe (BE) và một mã Finnair (AY. Các điểm đến như sau (tính đến tháng năm 2014):
 Áo
- Vienna (sân bay quốc tế Viên) (AY)

 Bỉ
- Brussels (sân bay Brussels) (AY)

 Cộng hòa Séc
- Prague (sân bay Praha) (AY)

 Đan Mạch
- Copenhagen (sân bay Copenhagen) (AY)

 Estonia
- Tartu (sân bay Tartu)
- Tallinn (sân bay Lennart Meri Tallinn) (AY)

 Phần Lan
- Base Helsinki (sân bay Helsinki) (AY)
- Joensuu (sân bay Joensuu) (AY)
- Jyväskylä (sân bay Jyväskylä)
- Kajaani (sân bay Kajaani)
- Kemi (sân bay Kemi-Tornio)
- Seasonal Kittilä (sân bay Kittilä) (AY)
- Kokkola (sân bay Kokkola-Pietarsaari)
- Kuopio (sân bay Kuopio) (AY)
- Seasonal Kuusamo (sân bay Kuusamo) (AY)
- Mariehamn (sân bay Mariehamn)
- Oulu (sân bay Oulu) (AY)
- Savonlinna (sân bay Savonlinna) (ngừng từ 30/12/2014)
- Tampere (sân bay Tampere-Pirkkala) (AY)
- Turku (sân bay Turku) (AY)
- Vaasa (sân bay Vaasa) (AY)

 Pháp
- Paris (sân bay Paris-Charles de Gaulle) (AY)

 Đức
- Berlin (sân bay Tegel) (AY)
- Düsseldorf (sân bay Düsseldorf) (AY)
- Frankfurt (sân bay Frankfurt) (AY)
- Hamburg (sân bay Hamburg) (AY)
- Munich (sân bay Munich) (AY)

 Hungary
- Budapest (sân bay Budapest) (AY)

 Ireland
- Theo mùa Dublin (sân bay Dublin) (AY) (begins ngày 30 tháng 3 năm 2015)

 Latvia
- Riga (sân bay quốc tế Riga) (AY)

 Litva
- Vilnius (sân bay Vilnius) (AY)

 Na Uy
- Oslo (sân bay Oslo, Gardermoen) (AY)

 Ba Lan
- Warsaw (sân bay Warsaw Chopin) (AY)

 Nga
- Kazan (AY)
- Nizhny Novgorod (AY)
- Saint Petersburg - sân bay Pulkovo (AY)
- Samara (AY)

 Thụy Điển
- Gothenburg (sân bay Gothenburg-Landvetter) (AY)
- Norrköping (sân bay Norrköping)
- Stockholm (sân bay Stockholm-Arlanda) (AY)
- Stockholm (sân bay Stockholm-Bromma) (AY)
- Visby (sân bay Visby)

 Thụy Sĩ
- Geneva (sân bay quốc tế Geneva) (AY)

 Anh Quốc
- Manchester (sân bay Manchester) (AY)

## Đội tàu bay
Đến thời điểm tháng 6/2014, đội tàu bay của Flybe Nordic gồm các tàu bay sau: